# Annandale (Minnesota)
Annandale é uma cidade localizada no estado americano de Minnesota, no Condado de Wright.

## Demografia
Segundo o censo americano de 2000, a sua população era de 2684 habitantes. 
Em 2006, foi estimada uma população de 3059, um aumento de 375 (14.0%).

## Geografia
De acordo com o United States Census Bureau tem uma área de 
7,0 km², dos quais 7,0 km² cobertos por terra e 0,0 km² cobertos por água. Annandale localiza-se a aproximadamente 326 m acima do nível do mar.

## Localidades na vizinhança
O diagrama seguinte representa as localidades num raio de 20 km ao redor de Annandale. 